# Serhij Miakuszko
Serhij Wołodymyrowycz Miakuszko (ukr. Сергій Володимирович Мякушко, ur. 15 kwietnia 1993 w Kijowie) – ukraiński piłkarz występujący na pozycji pomocnika w Worskła Połtawa.

## Kariera klubowa
Grę w piłkę nożną rozpoczął z inicjatywy ojca w wieku 6 lat w akademii Dynama Kijów. W 2007 roku szkolił się w Atłecie Kijów, po czym przeniósł się do Zminy-Obołoni Kijów, w których grał w juniorskich mistrzostwach Ukrainy (DJuFL). Latem 2010 roku został włączony do składu drużyny seniorów Obołoni. 22 lipca 2011 zadebiutował w ukraińskiej ekstraklasie w przegranym 0:4 meczu z Dynamem Kijów, wchodząc na boisko w 86. minucie za Borysa Baranecia. Na początku 2013 roku przez problemy finansowe Obołoń Kijów ogłosił bankructwo. Miakuszko rozpoczął wkrótce po tym treningi z zespołem Illicziwcia Mariupol. W lutym 2013 roku jako wolny agent został piłkarzem Dynama Kijów, podpisując trzyletnią umowę. Po przyjściu do klubu występował w drużynie rezerw oraz zespole U-19, z którym zdobył mistrzostwo kraju za sezon 2013. W sierpniu 2014 roku został wypożyczony do końca sezonu do Howerły Użhorod, dla której rozegrał 15 ligowych spotkań. W sezonie 2015/16 wywalczył z Dynamem mistrzostwo Ukrainy oraz krajowy superpuchar, ponadto zdobył tytuł mistrzowski z zespołem U-21. 25 stycznia 2017 został wypożyczony na okres jednej rundy do Worskły Połtawa. 29 sierpnia 2017 otrzymał status wolnego agenta. 8 września 2017 został piłkarzem Karpat Lwów. 2 lipca 2019 przeszedł do AD Alcorcón, gdzie zaliczył 16 spotkań w Segunda División. Po wygaśnięciu rocznego kontraktu opuścił klub i w październiku 2020 roku podpisał umowę z Podbeskidziem Bielsko-Biała.

## Kariera reprezentacyjna
W latach 2011–2012 występował w reprezentacji Ukrainy U-19, dla której rozegrał 5 spotkań. W latach 2013–2014 zaliczył 16 spotkań i zdobył 1 gola w reprezentacji młodzieżowej. 10 listopada 2017 zadebiutował w seniorskiej reprezentacji Ukrainy w towarzyskim meczu ze Słowacją we Lwowie (2:1), w którym wszedł na boisko w 89. minucie za Jewhena Konoplankę.

## Sukcesy
Dynamo Kijów U-19
- mistrzostwo Ukrainy: 2013

Dynamo Kijów U-21
- mistrzostwo Ukrainy: 2015/16

Dynamo Kijów
- mistrzostwo Ukrainy: 2015/16
- Superpuchar Ukrainy: 2016